# 伊尔河 (奥地利)
伊爾河（德語：Ill Vorarlberg、大寫字母：ILL）是奧地利的河流，位於該國西部，屬於萊茵河的支流，流經福拉爾貝格州，河道全長75公里，流域面積1,281平方公里，河道上建有幾座水力發電站。